# سايلر فوكو

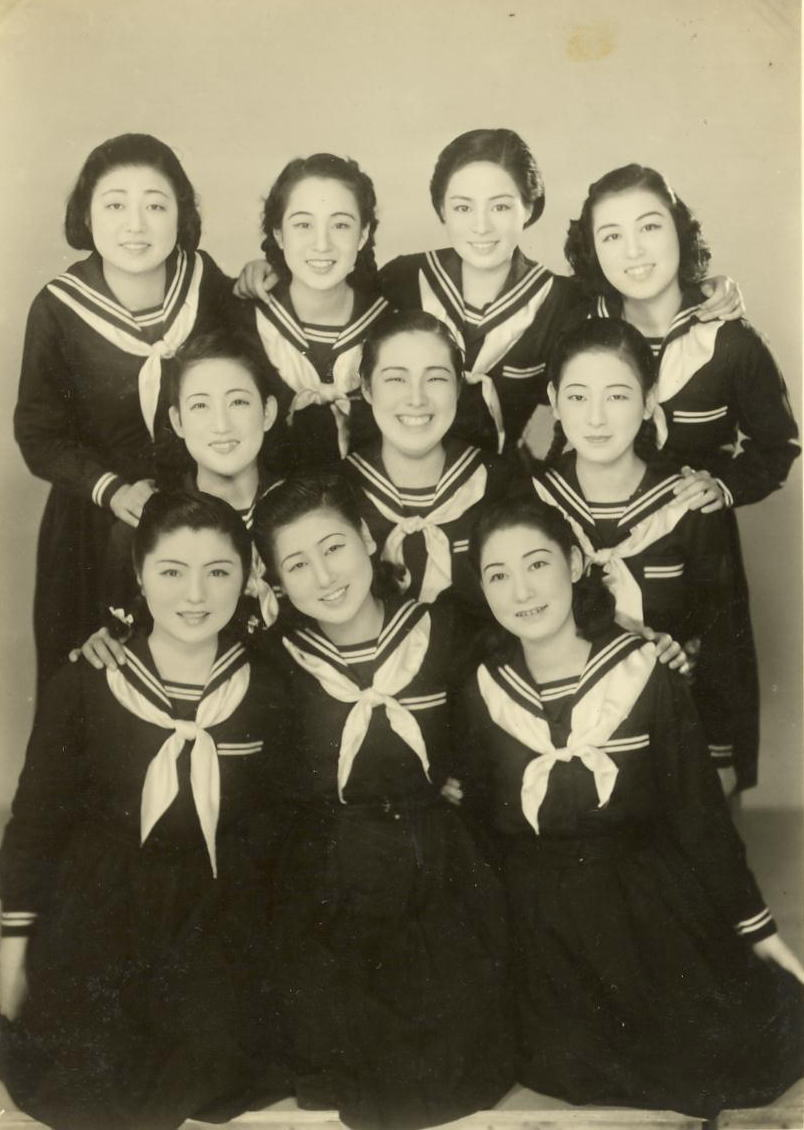

سايلر فوكو أو زي البحار (باليابانية: セーラー服 وتلفظ سيرا فوكو) هو اللباس المدرسي التقليدي في اليابان والذي يرتديه طالبات المرحلتين المتوسطة والثانوية. استخدم لأول مرة كزي مدرسي في عام 1921 م من قبل مديرة جامعة فوكوكا جو غاكوين (福岡女学院) إليزابيث لي. جاء تصميم هذا الزي على شكل زي البحرية الملكية البريطانية في ذلك الوقت والذي كانت إليزابيث لي قد شهدته بنفسها عندما شاركت في تبادل طلابي في المملكة المتحدة.

## خصائصه
يحمل زي البحار، مثله في ذلك مثل زي الطلاب الذكور غاكوران، أوجه تشابه مع أزياء بحرية حربية مختلفة. يتألف الزي عادة من قميص مضاف إليه ياقة بحارة، إير 襟، وتنورة لها ثنيات. كما أن هنالك بعض الاختلاف الموسمية في الزي بين الصيف والشتاء حيث يعدل طول الأكمام ونوع القماش حسب الطقس. يزين الزي بشريط يكون على أشكال مختلفة يعقد بالقميص. ألوان الشريط الشائعة هي الأزرق الغامق والأبيض والرمادي والأسود.
في بعض الأحيان تكون الأحذية والجوارب وأشياء إضافية أخرى محتوى ضمن الزي. الجوارب المستخدمة تكون عادة زرقاء غامقة أو بيضاء وينتعل فوقها حذاء بني لوفر يكون عادة بنيا أو أسودا. وأحيانا ترتدي بعض الطالبات جوارب فضفاضة كأحد مظاهر الأناقة.

## القيمة الثقافية
لبعض الطلاب السابقين يوحي زي البحار بنوع من الحنين إلى الماضي، وهو عادة ما يربط مع الشباب المتهور. وينتشر ارتداء زي البحار في حفلات الهالويين وحفلات أخرى حيث يباع هذا الزي في المتاجر العامة ومتاجر الأزياء في اليابان.
وحيث هنالك بعض الولع على مثل هذا الزي المدرسي، يباع زي البحار مستعملا في أسواق تدعى بوروسيرا. غير أن التغيرات على القوانين اليابانية قد جعلت مثل هذا العمل صعبا.
ينظر بعض الشباب إلى الزي على أنه رمز للانصياع ولذلك فقد عمدت بعض الطالبات على تغيره ليلائم شخصياتهم. هذه التغيرات تشمل إطالة أو تقصير التنورة أو ثني الأكمام أو إزالة الشريط أو إخفاء الشعار تحت الياقة وغير ذلك. وفي العقود السابقة كان بعض المجموعات من الشباب يرتدون هذ الزي ولكن بألوان ناصعة مثل مجموعة الدراجة بوسوزوكو.
يلعب زي البحار وأزياء مدرسية أخرى دورا مهما في ثقافة الأوتاكو والرموز الجنسية اليابانية كما يظهر بشكل كبير في شخصيات الأنيمي والمانغا والدوجينشي. ومن الأمثلة على ذلك:
- أنيمي بحار القمر حيث ترتدي جميع الشخصيات فيه زي البحار عند تحولهن إلى البطلات الخارقات.
- أغنية نادي أونايانكو الشائعة «سايلر فوكو أو نوغاسانايد» في عقد الثمانينات.
- المسلسل وسلسلة أفلام سوكبان ديكا.
- بطلة مسلسل إنوياشا، كاغوما هيغوراشي، والتي ترتدي زي البحار بشكل شبه دائم.